# Creoleon cinerascens
Creoleon cinerascens är en insektsart som först beskrevs av Navás 1912.  Creoleon cinerascens ingår i släktet Creoleon och familjen myrlejonsländor. Inga underarter finns listade i Catalogue of Life.